# Prințul Paul de Thurn și Taxis
Paul Maximilian Lamoral, Prinț de Thurn și Taxis, (germană Paul Maximilian Lamoral Fürst von Thurn und Taxis; 27 mai 1843, Castelul Donaustauf – 10 martie 1879, Cannes, Franța), a fost al treilea copil al Prințului Maximilian Karl de Thurn și Taxis și a celei de-a doua soții, Prințesa Mathilde Sophie de Oettingen-Oettingen și Oettingen-Spielberg. A fost înmormântat la Cannes, la Cimetière du Grand Jas, Allée du Silence no. 33, sub numele de Paul de Fels.